# John Brandt
John George Brandt (St. Louis, 18 marzo 1883 – St. Louis, 19 marzo 1950) è stato un golfista statunitense.

## Carriera
Brandt partecipò al torneo individuale di golf ai Giochi olimpici di Saint Louis 1904, in cui giunse cinquantaduesimo a pari merito con Bernard Edmunds.